# Лейбовиц, Дэвид
Дэвид Лейбовиц (англ. David Labovitz; 13 августа 1915 — 20 июня 2008, Нью-Йорк) — американский дирижёр.
Окончил Джульярдскую школу у Ирвина Фрейндлиха (фортепиано), Ричарда Голдмена и Сергиуса Кагена (дирижирование). Руководил рядом нью-йоркских хоровых коллективов, в том числе хорами Новой школы и Городского университета Нью-Йорка (где заведовал также кафедрой фортепиано). В 1964 г. основал Хорально-симфоническое общество (англ. Choral Symphony Society), организующее совместную концертную деятельность профессиональных музыкантов, студентов и любителей, и руководил им до последнего года жизни; в составе общества создал концертный хор, из которого в 1992 г. выделился камерный хор «The New York Cantata Singers», специализирующийся на кантатах Иоганна Себастьяна Баха и исполнивший под руководством Лейбовица более 70 из них.